# Alchemilla obesa
Alchemilla obesa är en rosväxtart som beskrevs av A. Plocek. Alchemilla obesa ingår i släktet daggkåpor, och familjen rosväxter. Inga underarter finns listade i Catalogue of Life.